# Kustminerare
Kustminerare (Geositta peruviana) är en fågel i familjen ugnfåglar inom ordningen tättingar.

## Utseende
Kustmineraren är en ljust brungrå tätting som saknar tydliga fältkännetecken. Den är mycket lik gråmineraren, men kustmineraren har ett vingband, även om det enbart är tydligt i flykten. De skiljer sig dock åt geografiskt och i levnadsmiljö (se nedan). 

## Utbredning och systematik
Kustminerare förekommer i torra kustområden i Peru och delas in i tre underarter med följande utbredning:
- Geositta peruviana paytae – Tumbes till Áncash
- Geositta peruviana peruviana – centrala Peru (Lima)
- Geositta peruviana rostrata – sydcentrala Peru (Ica)

### Familjetillhörighet
Minerarna placeras traditionellt i familjen ugnfåglar (Furnariidae), men urskiljs av vissa som en egen familj tillsammans med lövkastarna i Sclerurus efter DNA-studier.

## Levnadssätt
Kustmineraren är en marklevande fågel som är begränsad till platta kustnära öknar (liknande gråmineraren hittas i klippiga sluttningar i bergstrakter). Där ses den enstaka, vanligen när den springer genom öde sandiga områden. Ibland kan den dock flyga upp och sätta sig på ett klippblock eller i en busktopp. Den utför också en form av spelflykt.

## Status
Arten har ett stort utbredningsområde och beståndet anses stabilt. Internationella naturvårdsunionen IUCN listar den därför som livskraftig (LC).